# Alain D'Hooghe
Pour les articles homonymes, voir D’Hooghe.
 (avril 2020).
Alain D’Hooghe, né le 23 mars 1955 à Ixelles (Belgique), est un éditeur, auteur, chroniqueur, iconographe, historien de la photographie, professeur et commissaire d'expositions belge.

## Biographie
En 1983, Alain D'Hooghe fonde la revue Clichés, revue consacrée à la création photographique, jusqu'en 1990. En 1994 et 1995, il devient éditeur et rédacteur de la revue bimensuelle Thèmes, traitant de la photographie documentaire.
Entre 1998 et 2001, il écrit une colonne[pas clair] hebdomadaire au sujet de la photographie dans Le Matin, un quotidien pour lequel il est également iconographe et responsable de la rubrique L'Œil ouvert.
Il est responsable du choix des photographies pour le magazine trimestriel Vu d'ici, édité par le Ministère de la Communauté française de la Belgique. 
Il a été et est Commissaire de beaucoup d'expositions de photographie, en Belgique ainsi qu'en France.
Entre 1981 et 2003 il était responsable des cours à l'École nationale supérieure des arts visuels (ENSAV) de La Cambre où il a enseigné l'histoire de la photographie, ainsi que professeur à l’université Charles-de-Gaulle à Lille jusqu'en 1998. 
Il est le fondateur de la Box Galerie à Bruxelles en 2004.

## Publications
- Le Désir du Maroc (Marval, 1999), avec Tahar Ben Jelloun  (préface) et Mohamed Sijelmassi[2].
- Les Trois grandes égyptiennes (Marval, 1999), avec Bruwier.
- Franck Christen,(Actes Sud, 2001).
- Aveuglément, D'Hooghe, Alain & Turine, Gael. (auteur), (Nathan, 2001).
- Ardenne restante (Lettre volée, 2001) avec Daniel Michiels.
- Kertész. Made In Usa, (Pc Editions, 2003).
- Norbert Ghisoland : fragments de vies ordinaires, (Lettre volée, Bruxelles, 2002).
- L'Afrique par elle-même : un siècle de photographie africaine, par Anne-Marie Bouttiaux ; Alain D'Hooghe ; Pivin, Jean-Loup (Auteur), (Revue Noire, 2003).
- Clemens Kalischer, Des Villes Et Des Champs (Marval, 2004).
- Odalisques ; Promenade Alanguie À travers L'Histoire De La Photographie, (Yeuse, 2004).
- Agonizing Summer, Marina Cox (ARP2 édition, 2019).